# 潼南区
30°11′29″N 105°50′17″E / 30.191283°N 105.838165°E
潼南区是重庆市下辖的市辖区，位于重庆市的西北角，因处于潼川府以南而得名。
潼南区地处重庆一小时间经济圈，是重庆定位的中国西部绿色菜都、新型工业基地和生态文化名城，地处西三角成渝经济区黄金走廊，面积1594平方公里，人口95万（2009年）。与本市的合川、铜梁、大足和四川的安岳、遂宁、蓬溪、武胜邻接。境内有涪江、琼江两条主要河流。

## 历史沿革
建縣創議於清宣統元年（1909年），至民國元年（1912年）2月，經四川軍政府批准，乃正式建縣。由蓬溪撥出東鄉縣境東南的龍德、寶隆、古溪、仁和、玉溪、米心、三合（金龜）、太平、太和、觀音、桂林11個場鎮、遂寧撥出上安（民國元年2月，東安縣成立，以原蓬溪縣屬東鄉11個場鎮置東北里，原遂寧縣上安里8個場鎮（大佛鎮、雙江鎮、雙龍場、安興場、王家場、泰安鎮、興隆場、梓潼鎮）；中安里4個場鎮（復興場、三匯場、五桂場、斑竹場）；下安里5個場鎮（崇龕鎮、花岩場、柏梓鎮、塘壩場、 富農場。）。17場為新縣轄地。縣名定為「東安」，取東鄉與上、中、下安里聯合設縣之義。
民國3年（1914年），北京內務部下令稱：「東安縣與直隶、湖南、广东等省內縣名重複，定名未久，自應酌改。」查縣設於梓潼鎮，歸潼川府轄地，居府南，即定名潼南县。
目前潼南縣的組成分別由原蓬溪縣、遂寧縣、合川縣、銅梁縣、安岳縣五縣的部分地區所組成。
- 潼南建縣時，轄地由蓬溪縣、遂寧縣兩縣分出，今縣境涪江左岸地域舊屬蓬溪，涪江右岸地域舊屬遂寧(不含別口)。
- 1952年春，原安岳縣白水鄉第八村240戶1025人，耕地1238畝(小地名胡蘆壩、小屋基、黎家灣、楊家灣、易家溝、龍橋溝、劉家灣)劃歸潼南縣清平、崇龕兩鄉。
- 1954年初，原銅梁縣中和鄉高碑村、久河村河咀地區104戶509人，耕地2109畝劃歸潼南縣青雲鄉。
  - 同年，原合川縣別口鄉全鄉改隸潼南縣，計6個村，1060戶4732人，耕地6227畝。
  - 同年，原合川縣萬壽鄉第六村403戶1666人，耕地1378畝，興隆鄉獅子村63戶276人，耕地796畝，劃歸潼南縣太和鄉。
  - 同年，原蓬溪縣惠民鄉建南、勝利兩村，284戶1185人，耕地1185畝，劃歸潼南縣新華鄉。
  - 同年，原遂寧縣大安鄉二村吳家沱牌坊院子1個村民組20戶103人，耕地340畝，劃歸潼南縣光輝鄉。
- 1964年，蓬溪縣群利、中和鄉興建水庫與潼南柏果鄉二、三村交換耕地46畝。
- 1976年2月，原合川縣萬壽公社9大隊中5個生產隊和10大隊中兩個生產隊，計167戶761人，耕地1548畝，劃歸潼南太和公社(今上和鎮14村)。又太和公社羅家壩水庫淹沒合川縣萬壽公社9大隊耕地7.58畝，10大隊耕地2.5畝，由潼南太和公社劃給同量土地補償。

## 行政区划
潼南区下辖2个街道办事处、20个镇：
桂林街道、梓潼街道、上和镇、龙形镇、古溪镇、宝龙镇、玉溪镇、米心镇、群力镇、双江镇、花岩镇、柏梓镇、崇龛镇、塘坝镇、新胜镇、太安镇、小渡镇、卧佛镇、五桂镇、田家镇、别口镇和寿桥镇。

### 原行政区划
2006年6月16日后改为现有的行政区划。
22镇9乡
- 镇：梓潼、双江、花岩、桂林、柏梓、崇龛、古溪、宝龙、飞跃、新华、玉溪、群力、米心、上和、龙形、塘坝、太安、永胜、新胜、小渡、卧佛、五桂。
- 乡：田家、永安、文明、红花、安兴、龙项、檬子、别口、寿桥。

县政府所在地为江北桂林街道办事处。

## 交通
- 公路:  319国道， 351国道， 205省道，遂渝高速公路从工业园区南区经过。
- 铁路: 遂渝快速铁路从江北新城经过。

一小时潼南：全县各镇乡均通达水泥路，任何一个镇乡到县城不超过1小时。
有田家、梓潼、双江三个高速路出口。

## 景点
- 全国重点文物保护单位:
  - 潼南大佛寺摩崖造像（千佛寺摩崖造像）
  - 杨氏民宅
  - 独柏寺正殿
- 全国重点烈士纪念建筑物保护单位: 杨闇公烈士陵园
- 重庆市文物保护单位: 独柏寺正殿，龙兴寺正殿，潼南大佛寺摩崖造像，五硐岩摩崖造像，马龙山摩崖造像，杨闇公故居及墓，杨氏民居
- 潼南大佛寺，包括鎏金摩岩大佛，古代石刻“佛”字，石磴琴声。
- 马龙山卧佛：中国最长的卧佛。

## 文化

### 小吃
潼南凉粉，味道地道，听之生津。由红薯，豌豆等加工而成。
比较有名的几家为：
米凉粉，早前漂泊不定，现驻地，江北民政局楼下夜啤酒摊位;
龚凉粉，挑担担沿梓潼镇老街卖，以一个下午只卖一挑的自信出名，往往是老街还没走上一遍，凉粉就已经卖完;
袁凉粉，潼南名小吃之一，从杨尚昆故里双江镇搬迁至潼南县体育馆摊位；